# Qualifications pour le tournoi masculin de beach-volley aux Jeux olympiques d'été de 2012/Classement mondial
Le classement mondial de qualification olympique est la voie principale de qualification pour les Jeux olympiques d'été de 2012. 16 équipes se qualifieront pour le tournoi au terme du processus de qualification.

## Méthode de calcul
Le classement prend en compte les 12 meilleurs résultats de chaque paire du circuit mondial au cours de la période allant du 1er janvier 2011 au 17 juin 2012 lors des compétitions suivantes :
- Championnats du monde de beach-volley
- FIVB World Tour
- Finales reconnues des tours continentaux

Les places de qualification sont attribués aux comités nationaux olympiques (max. 2 par CNO), lesquels sont libres de les attribuer à l'une des six meilleures paires du pays au classement mondial.

### Tournois pris en considération
| Compétition                              | Saison      | Lieu                          |
| ---------------------------------------- | ----------- | ----------------------------- |
| Championnats du monde                    | 2011        | Rome                          |
| FIVB World Tour                          | 2011        | Brasilia                      |
| FIVB World Tour                          | 2011        | Shanghai                      |
| FIVB World Tour                          | 2011        | Prague                        |
| FIVB World Tour                          | 2011        | Pékin (Grand Chelem)          |
| FIVB World Tour                          | 2011        | Stavanger (Grand Chelem)      |
| FIVB World Tour                          | 2011        | Gstaad (Grand Chelem)         |
| FIVB World Tour                          | 2011        | Moscou (Grand Chelem)         |
| FIVB World Tour                          | 2011        | Québec                        |
| FIVB World Tour                          | 2011        | Stare Jabłonki (Grand Chelem) |
| FIVB World Tour                          | 2011        | Klagenfurt (Grand Chelem)     |
| FIVB World Tour                          | 2011        | Åland                         |
| FIVB World Tour                          | 2011        | La Haye                       |
| FIVB World Tour                          | 2011        | Agadir                        |
| FIVB World Tour                          | 2012        | Rio de Janeiro / Brasilia     |
| FIVB World Tour                          | 2012        | Mysłowice                     |
| FIVB World Tour                          | 2012        | Shanghai (Grand chelem)       |
| FIVB World Tour                          | 2012        | Pékin (Grand Chelem)          |
| FIVB World Tour                          | 2012        | Prague                        |
| FIVB World Tour                          | 2012        | Moscou (Grand Chelem)         |
| FIVB World Tour                          | 2012        | Rome (Grand Chelem)           |
| Finales reconnues des tours continentaux | Europe 2011 | Kristiansand                  |
| Finales reconnues des tours continentaux | Europe 2012 | La Haye                       |

### Points attribués
| Rang | Championnats du monde | Grand Chelem (World Tour) | Open (World Tour) | Championnats continentaux |
| ---- | --------------------- | ------------------------- | ----------------- | ------------------------- |
| 1    | 500                   | 400                       | 300               | 250                       |
| 2    | 450                   | 360                       | 270               | 225                       |
| 3    | 400                   | 320                       | 240               | 200                       |
| 4    | 350                   | 280                       | 210               | 175                       |
| 5    | 300                   | 240                       | 180               | 150                       |
| 7    |                       |                           | 150               | 125                       |
| 9    | 200                   | 160                       | 120               | 100                       |
| 13   |                       |                           | 90                | 75                        |
| 17   | 100                   | 80                        | 60                | 50                        |
| 21   |                       |                           |                   | 25                        |
| 25   |                       | 40                        | 30                |                           |
| 33   | 25                    | 20                        | 15                |                           |
| 37   | 20                    |                           |                   |                           |
| 41   |                       | 12                        | 9                 |                           |
| 57   |                       | 4                         | 3                 |                           |

## Classement
Au 18 juin 2012
| Rang | Paire                       | Pays                   | Points | Part. |
| ---- | --------------------------- | ---------------------- | ------ | ----- |
| 1    | Emanuel / Alison            | Brésil (1)             | 8360   | 17    |
| 2    | Rogers / Dalhausser         | États-Unis (1)         | 7560   | 16    |
| 3    | Brink / Reckermann          | Allemagne (1)          | 6760   | 14    |
| 4    | Gibb / Rosenthal            | États-Unis (2)         | 5760   | 21    |
| 5    | Nummerdor / Schuil          | Pays-Bas (1)           | 5620   | 21    |
| 6    | Cunha / Ricardo             | Brésil (2)             | 5460   | 12    |
| 7    | Fijalek / Prudel            | Pologne (1)            | 5280   | 15    |
| 8    | Fuerbringer / Lucena        | États-Unis (3)         | 5260   | 20    |
| 9    | Erdmann / Matysk            | Allemagne (2)          | 4830   | 21    |
| 10   | Heuscher / Bellaguarda      | Suisse (1)             | 4470   | 17    |
| 11   | Herrera / Gavira            | Espagne (1)            | 4420   | 16    |
| 12   | Xu / Wu                     | Chine (1)              | 4410   | 18    |
| 13   | P. Benes / Kubala           | République tchèque (1) | 3940   | 18    |
| 14   | Samoilovs / Sorokins        | Lettonie (1)           | 3860   | 21    |
| 15   | Plavins / J. Smedins        | Lettonie (2)           | 3720   | 18    |
| 16   | Klemperer / Koreng          | Allemagne (3)          | 3640   | 17    |
| 17   | Nicolai / Lupo              | Italie (1)             | 3480   | 14    |
| 18   | Heyer / Chevallier          | Suisse (2)             | 3400   | 19    |
| 19   | Skarlund / Spinnangr        | Norvège                | 3360   | 20    |
| 20   | Semenov / Koshkarev         | Russie                 | 3300   | 16    |
| 21   | E. Boersma / Spijkers       | Pays-Bas               | 3110   | 21    |
| 22   | Dollinger / Windschief      | Allemagne              | 2900   | 17    |
| 23   | Pitman / Lochhead           | Nouvelle-Zélande       | 2180   | 19    |
| 24   | M. Laciga / Weingart        | Suisse                 | 2000   | 20    |
| 25   | Geor / Gia                  | Géorgie                | 1960   | 22    |
| 26   | Dyachenko / Sidorenko       | Kazakhstan             | 1794   | 15    |
| 27   | Gunnarson / Brinkborg       | Suède                  | 1740   | 21    |
| 28   | Kadziola / Szalankiewicz    | Pologne                | 1730   | 20    |
| 29   | Soderberg / A. Hoyer        | Danemark               | 1720   | 17    |
| 30   | Redmann / Saxton            | Canada                 | 1550   | 18    |
| 31   | M. Ingrosso / P. Ingrosso   | Italie                 | 1540   | 15    |
| 32   | A. Cès / K. Cès             | France                 | 1490   | 21    |
| 33   | Varenhorst / Stiekema       | Pays-Bas               | 1374   | 13    |
| 34   | McHugh / Slack              | Australie              | 1318   | 14    |
| 35   | Doppler / Mellitzer         | Autriche               | 1260   | 13    |
| 36   | Gabathuler / Schnider       | Suisse                 | 1254   | 13    |
| 37   | Bogatov / Prokopiev         | Russie                 | 1162   | 12    |
| 38   | Mesa / Lario                | Espagne                | 1114   | 17    |
| 39   | Brouwer / Meuwsen           | Pays-Bas               | 1100   | 17    |
| 40   | Vesik / Jaani               | Estonie                | 954    | 15    |
| 41   | Boehm / Kapa                | Australie              | 814    | 21    |
| 42   | Sekerci / V. Gögtepe        | Turquie                | 728    | 16    |
| 43   | P. Gao / Ch. Chen           | Chine                  | 598    | 13    |
| 44   | Garcia-Thompson / Grotowski | Grande-Bretagne        | 522    | 13    |
| 45   | Weaver / Gooding            | Grande-Bretagne        | 354    | 12    |

Le tableau ne prend pas en compte les paires n’ayant pas atteint le seuil de 12 participations à des tournois qualificatifs.